# Eurycnema versirubra
Eurycnema versirubra är en insektsart som först beskrevs av Jean Guillaume Audinet Serville 1838.  Eurycnema versirubra ingår i släktet Eurycnema och familjen Phasmatidae. Inga underarter finns listade i Catalogue of Life.